# كونار غابوني
كونار غابوني (الاسم العلمي: Connarus gabonensis) هو نوع من النباتات يتبع جنس الكونار من الفصيلة الكونارية.